# Sömmerda
Sömmerda és una ciutat prop de Erfurt, en Turingia, Alemanya, en el Riu Unstrut. És la capital del Districte de Sömmerda. La seva àrea és de 80,70 km², la seva població és de 18.973 habitants i es troba a 140 msnm.

## Història
Excavacions arqueològiques a l'àrea que ara és Sömmerda, abans Leubingen, han descobert un lloc on es van trobar restes humanes que daten d'al voltant del 2000 aC. Un enterrament d'una persona, sobrenomenada "el rei de Leubingen" va ser enterrat en un monticle de pedra de 20 metres.
Sömmerda va ser esmentada per primera vegada en els documents oficials en 876. Probablement es va convertir en una ciutat l'any 1350, però no hi ha registres existents de l'esdeveniment. Una porta de la ciutat, que data de 1395, i sis torres de les muralles de la vella ciutat es mantenen d'empeus.
Durant la Guerra dels Trenta Anys Sömmerda estava en el cor de l'activitat militar, i els soldats de tots dos costats van saquejar la ciutat, i van reduir la població a la meitat .
En 1840, Johann Nikolaus Dreyse va inventar el fusell d'agulla i una fàbrica d'armes de foc va ser fundada a la ciutat. En 1919 l'empresa Rheinmetall es va fer a càrrec del producte, més tard va ser cridada Rheinmetall-Borsig, primer va fabricar peces d'automòbils. En 1925 un nou i ambiciós director, l'enginyer Fritz FAUDI, es va fer càrrec. El sistema de Rheinmetall-FAUDI era un nom molt conegut, i la ciutat es va fer famosa en tota Alemanya.
L'abril del 1921, la fàbrica va tornar a la producció d'armes, en contra de la normativa posterior a la guerra que va prohibir la producció de fusells. Des d'octubre de 1922, la fàbrica produeix la quantitat total de fusells permesos a Alemanya pels Aliats i també va començar a produir l'arma MG30 nova màquina sota la direcció de Louis Schmeisser.

## Escut d'armes
L'escut d'armes de la ciutat és un escut amb el camp dividit horitzontalment; el camp superior té una àliga negra amb una llengua vermella, que mira cap a la dreta. El camp inferior és de color vermell amb una roda de plata de sis raigs.

## Galeria

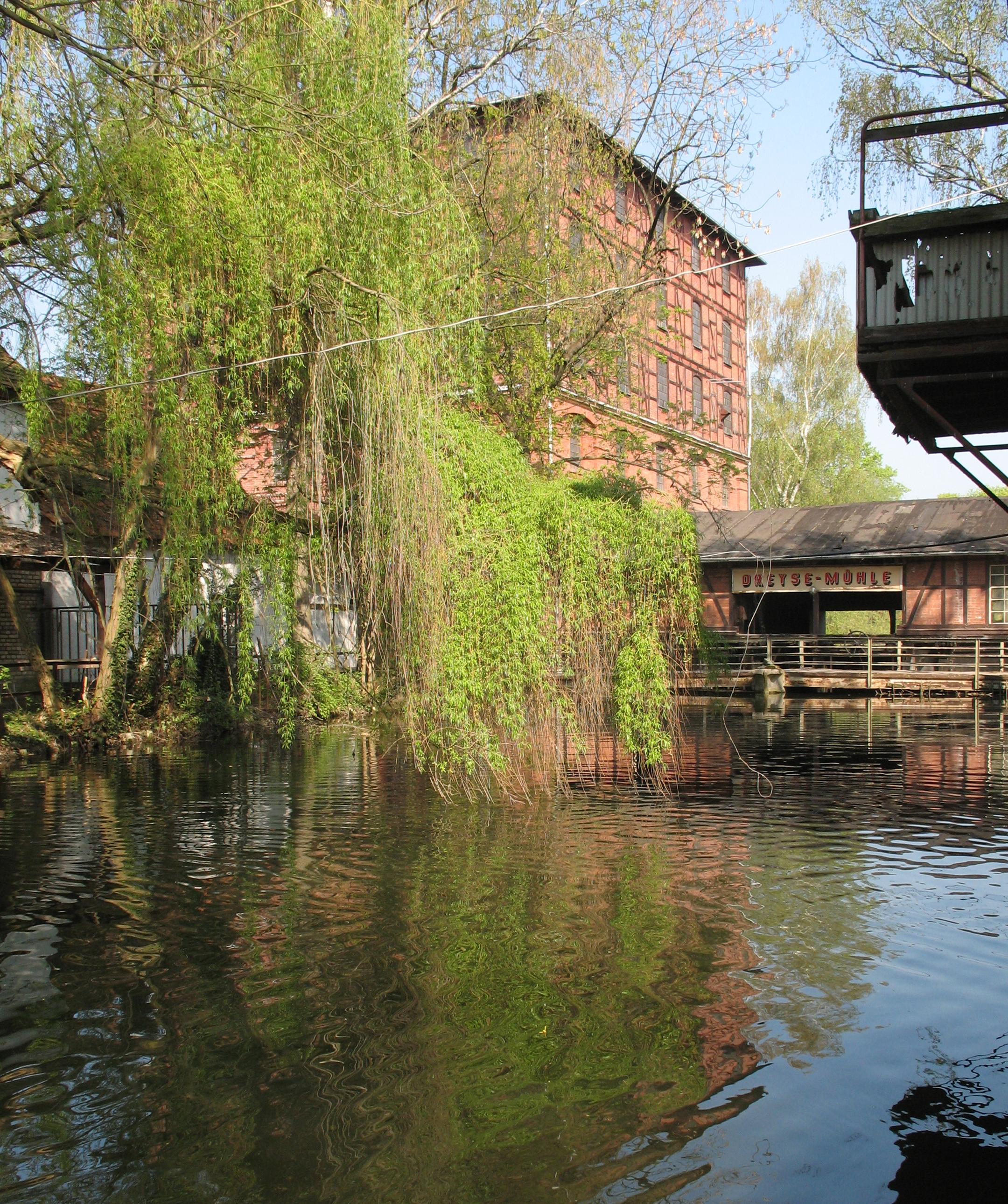
Molí Dreyse a Sömmerda
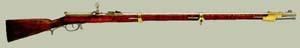
Dreyse Zündnadelgewehr/Prussian Model prussià 1841
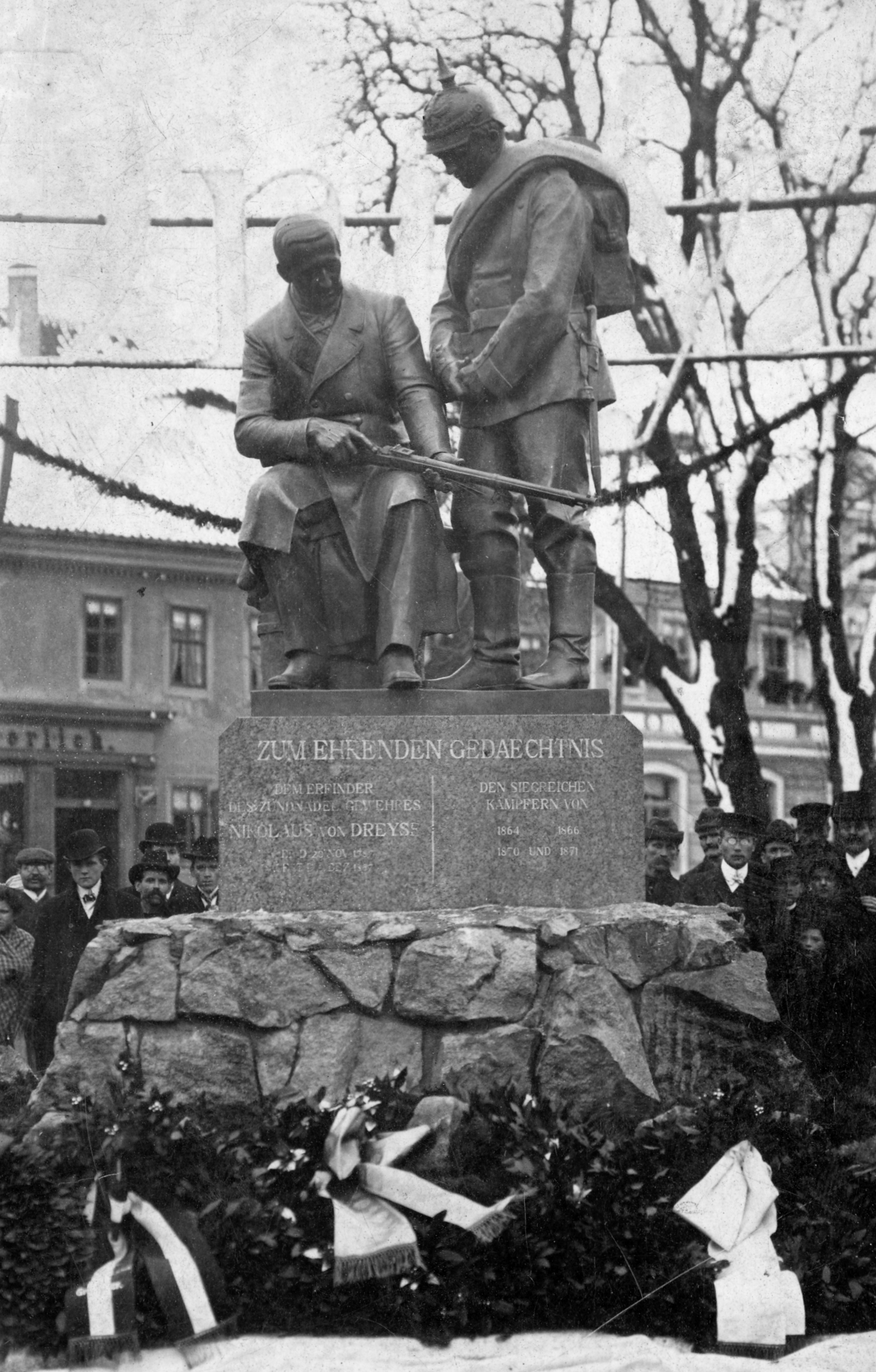
Dreyse Memorial a Sömmerda, 1909